# استان بیه
استان بیه (به لاتین: Bié Province) یکی از استان‌های کشور آنگولا است.

## خصوصیات
استان بیه ۷۰٬۳۱۴ کیلومترمربع مساحت و ۱٬۳۳۸٬۹۲۳ نفر جمعیت دارد.